# シャテルロー公爵

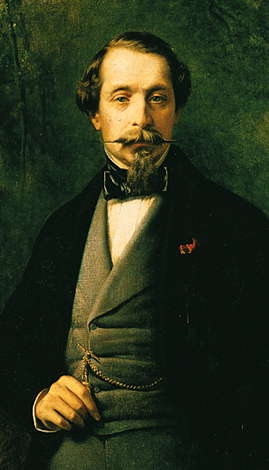
ナポレオン3世は、1864年に「旧貴族」の称号だったシャテルロー公爵位を復活させた

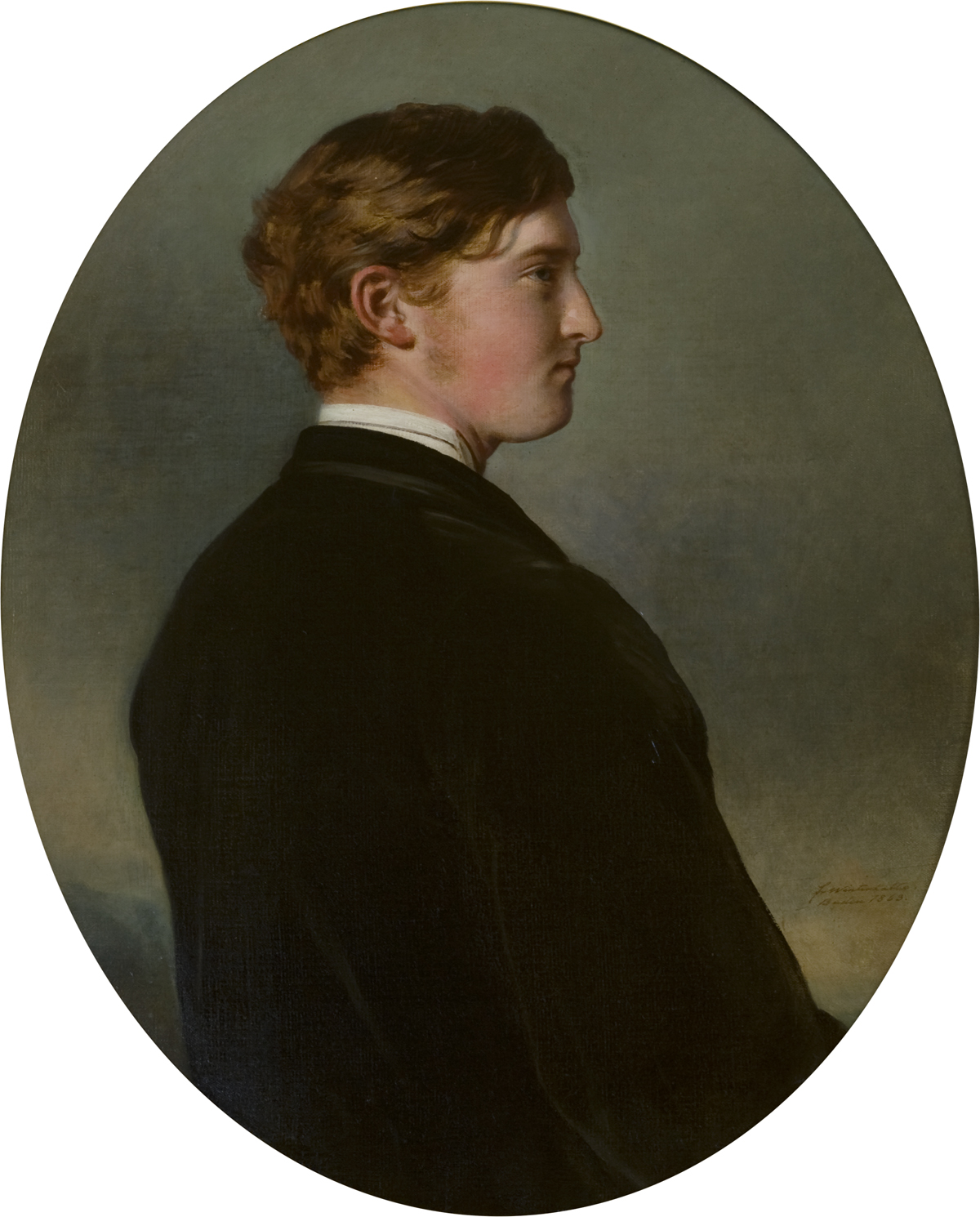
1864年に最後のシャテルロー公爵となった第12代ハミルトン公爵

シャテルロー公爵（Duc de Châtellerault）は、フランスの貴族に授けられた公爵位の1つ。シャテルロー（現在のポワトゥー＝シャラント地域圏ヴィエンヌ県の都市）に由来する。歴史的経緯から、何度かスコットランドの貴族に授けられたことがある。
この爵位は1515年、モンパンシエ伯ジルベールの三男フランソワ・ド・ブルボン＝モンパンシエ（1492年 - 1515年）に同輩公（Pairie de France）の公爵位として授けられたことで初めて創設された。しかしフランソワはその年のうちに亡くなり、爵位はその次兄のシャルルが継承した。シャルルはシュザンヌ・ド・ブルボンとの結婚を通じてブルボン公爵およびオーヴェルニュ公爵を兼ね、フランス軍総司令官（Connétable de France）の称号も有したが、主君であるフランソワ1世王を裏切って神聖ローマ皇帝カール5世と同盟を結んだため、1527年にシャテルロー公爵位を含む全ての称号を剥奪された。
シャテルロー公爵位はブルボン公爵位とともにフランソワ1世王の母ルイーズ・ド・サヴォワに授けられたが、1530年にはブルボン公爵領に付属する所領はブルボン家傍系のラ・ロッシュ＝シュル＝ヨン公ルイ3世（後にモンパンシエ公爵）に譲渡された。しかし同年、ブルボン公爵位のみが再び王母ルイーズに授けられ、彼女は1532年に死ぬまで2つの公爵位を保った。
フランソワ1世は1540年に三男のシャルルにオルレアン公爵位、アングレーム公爵位とともにシャテルロー公爵を授けたが、シャルル王子は1545年に早世したため、シャテルロー公爵位は廃された。
1548年、アンリ2世王は同年に結ばれたシャティヨン条約に基づき、ドーファン（後のフランソワ2世王）とスコットランド女王メアリー（マリー・デコス）との婚約を実現させたスコットランド摂政の第2代アラン伯爵にシャテルロー公爵位を授けた。しかしアラン伯は1559年にフランス王妃となっていたメアリー女王と敵対したため、シャテルロー公爵位を剥奪された。
アンリ2世は1563年、愛妾フィリッパ・ドゥーチとの間にもうけた庶出の娘ディアーヌ・ド・フランスにシャテルロー公爵位を与えたが、ディアーヌは1582年にシャテルロー公爵位を放棄し、代わりに異母弟のアンリ3世王よりアングレーム公爵位を受けた。
翌1583年、シャテルロー公爵位はモンパンシエ公フランソワ（前述のモンパンシエ公ルイ3世の息子）に与えられた。この爵位継承はフランソワの曾孫にあたる「ラ・グランド・マドモワゼル（La Grande Madomiselle）」ことアンヌ・マリー・ルイーズ・ドルレアンが1693年に死去すると同時に廃された。シャテルローの所領のみはルイ14世王の弟であるオルレアン公フィリップ1世が相続した。
1720年代、オルレアン公爵家はシャテルローの所領をタルモン公フレデリック・ギヨーム・ド・ラ・トレモイユ（Frédéric Guillaume de la Trémouille, Prince de Talmont）に売却した。その息子のアンヌ・シャルル・フレデリック（Anne Charles Frédéric de La Trémouille, Prince de Talmont）は1730年にシャテルロー公爵に叙せられた。アンヌは1759年に子供の無いまま死去し、公爵位も廃された。シャテルローの所領のみはラ・トレモイユ家の遠縁の親族に相続された。
第二帝政期の1864年、皇帝ナポレオン3世は1548年のハミルトン家に対するシャテルロー公爵の叙爵を復活させることを決めた。公爵位の相続者は、1548年の国王勅許状に明記された相続順に従えば第14代ダービー伯爵であり、また第2代アラン伯爵の男系直系の嫡流であれば初代アバコーン公爵であった。しかしナポレオン3世がシャテルロー公爵に叙したのはこの両者のいずれでもなく、第2代アラン伯の女系子孫の1人である第12代ハミルトン公爵だった。これはハミルトン公爵の母方の祖母であるバーデン大公妃ステファニー・ド・ボアルネがナポレオン3世の遠縁にあたることが重視された叙爵であった。第12代ハミルトン公爵は1895年に男子の無いまま死去し、ハミルトン公爵家にナポレオン3世と縁戚関係のある男子はいなくなった。
その後、ハミルトン公爵家の当主とアバコーン公爵家の当主の双方がフランスにおける爵位としてシャテルロー公爵を自称したものの、これらの爵位請求に法的な正当性は認められなかった。

## 第1次創設（1515年）
- フランソワ・ド・ブルボン＝モンパンシエ（1492年 - 1515年） - 初代シャテルロー公爵
- シャルル・ド・ブルボン＝モンパンシエ（1490年 - 1527年） - 第2代シャテルロー公爵、1527年に称号剥奪

## 第2次、第3次創設（1527年、1530年）
- ルイーズ・ド・サヴォワ（1476年 - 1532年）

## 第4次創設（1540年）
- シャルル・ド・フランス（1522年 - 1545年）

## 第5次創設（1548年）
- ジェイムズ・ハミルトン（1515年 - 1575年） - 初代シャテルロー公爵、1559年に称号剥奪

## 第6次創設（1563年）
- ディアーヌ・ド・フランス（1538年 - 1619年） - 1582年、アングレーム公爵位と交換に放棄

## 第7次創設（1583年）
- フランソワ・ド・ブルボン＝モンパンシエ（1542年 - 1592年） - 初代シャテルロー公爵
- アンリ・ド・ブルボン＝モンパンシエ（1573年 - 1608年） - 第2代シャテルロー公爵
- マリー・ド・ブルボン＝モンパンシエ（1605年 - 1627年） - 第3代シャテルロー公爵夫人
- アンヌ・マリー・ルイーズ・ドルレアン（1627年 - 1693年） - 第4代シャテルロー公爵夫人
  - オルレアン家が称号を形式的に継承

## 第8次創設（1730年）
- アンヌ・シャルル・フレデリック・ド・ラ・トレモイユ（1711年 - 1759年）

## 第5次創設（1864年）、称号回復
- ウィリアム・ダグラス＝ハミルトン - 第2代シャテルロー公爵